# Bellancourt
Bellancourt (picardisch: Balancourt) ist eine nordfranzösische Gemeinde mit 505 Einwohnern (Stand 1. Januar 2022) im Département Somme in der Region Hauts-de-France. Die Gemeinde liegt im Arrondissement Abbeville und ist Teil der Communauté d’agglomération de la Baie de Somme und des Kantons Abbeville-1.

## Geographie
Die Gemeinde liegt rund sechs Kilometer südöstlich von Abbeville nördlich der früheren Route nationale 1 und erstreckt sich im Süden bis zur Autoroute A16. Zu Bellancourt gehört der Weiler Monflières im Westen. Im Norden steht neben der Départementsstraße D153 die Kapelle Saint-Martin. Das Gemeindegebiet liegt im Regionalen Naturpark Baie de Somme Picardie Maritime.

## Einwohner
| 1962 | 1968 | 1975 | 1982 | 1990 | 1999 | 2006 | 2011 |
| ---- | ---- | ---- | ---- | ---- | ---- | ---- | ---- |
| 246  | 245  | 287  | 421  | 480  | 429  | 488  | 499  |

## Verwaltung
Bürgermeister (maire) ist seit 2014 Brigitte Koch.

## Sehenswürdigkeiten

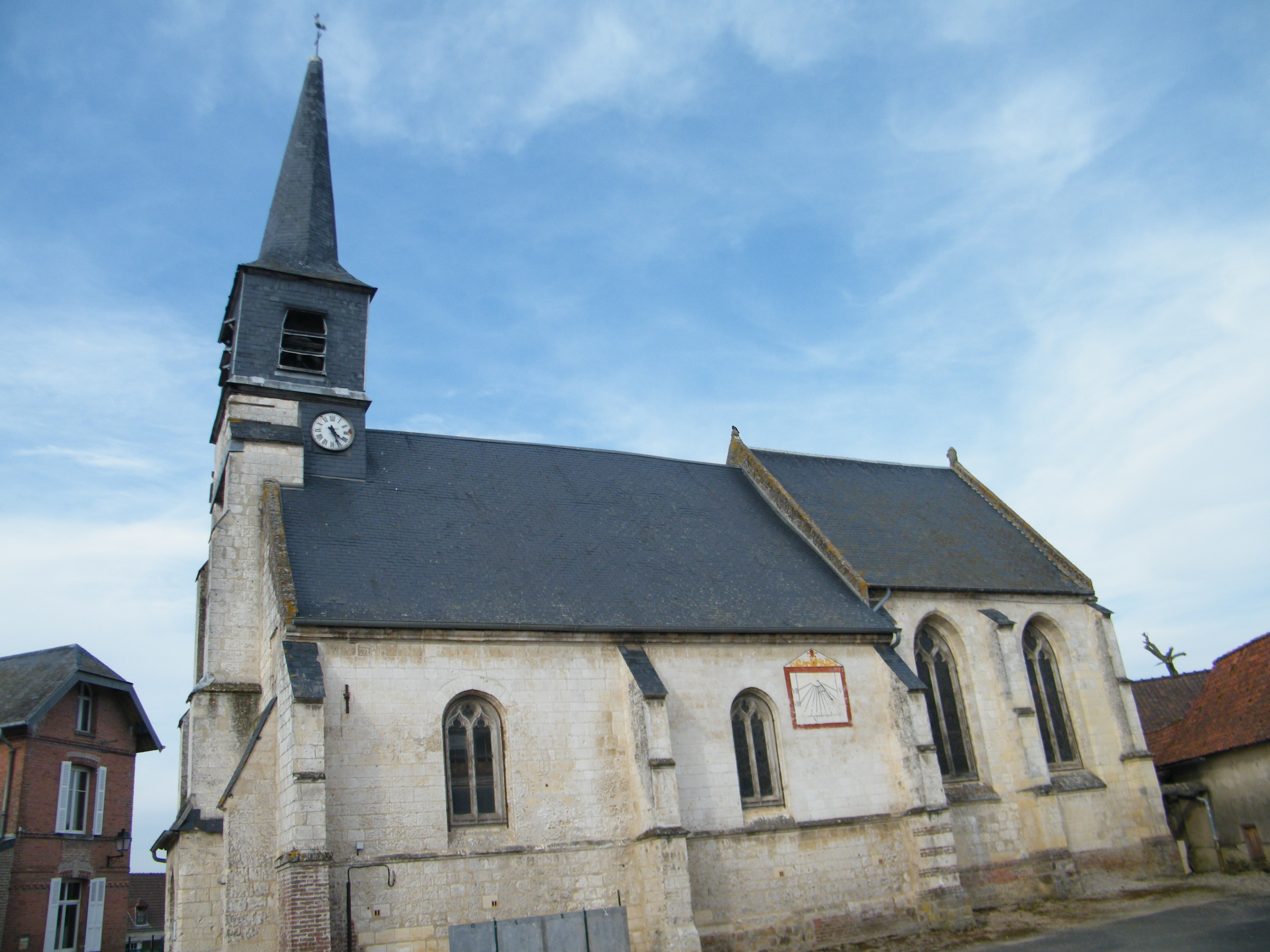
Kirche Saint-Martin
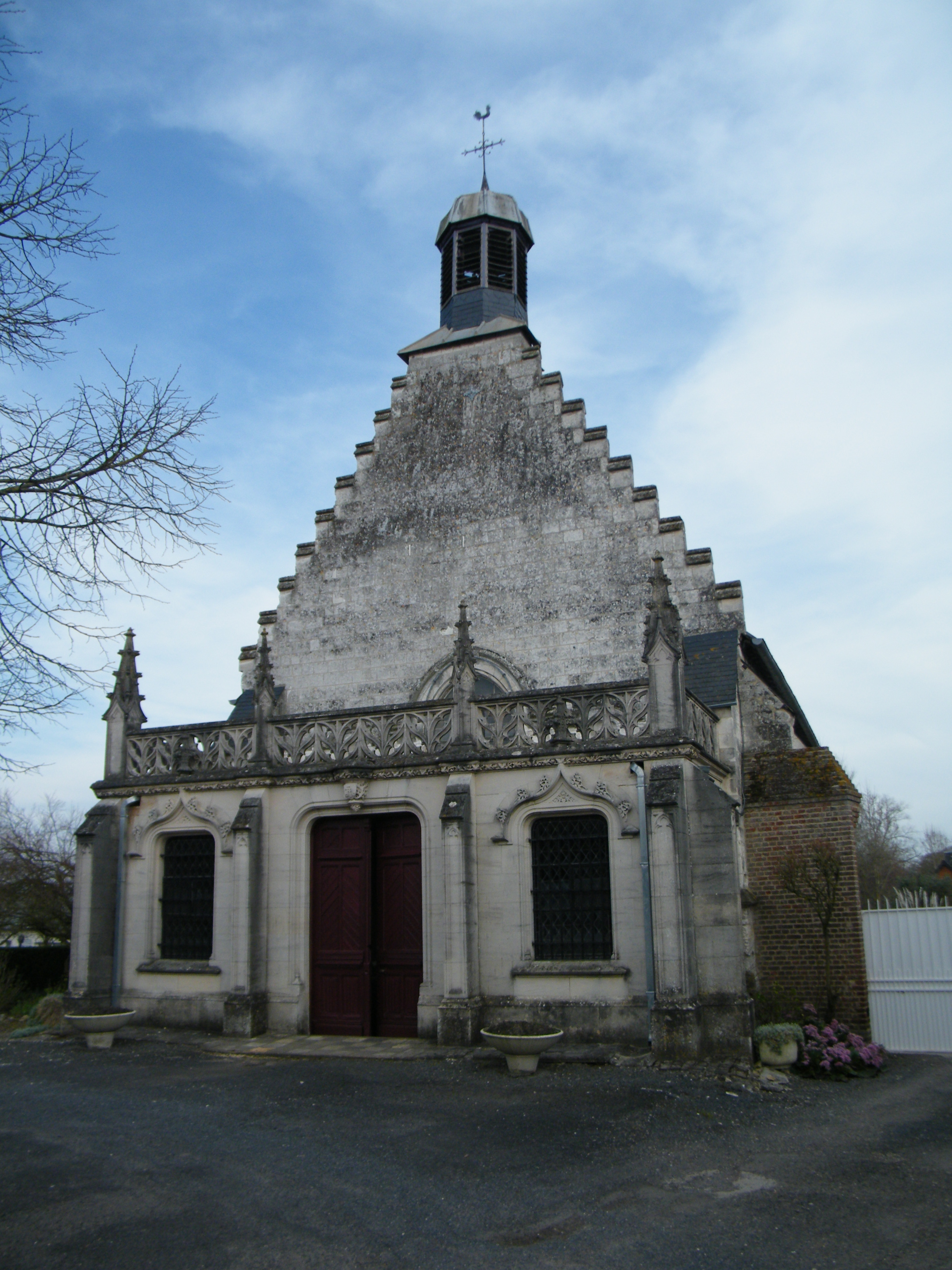
Wallfahrtskirche Notre-Dame in Monflières mit einer bedeutenden Wallfahrt
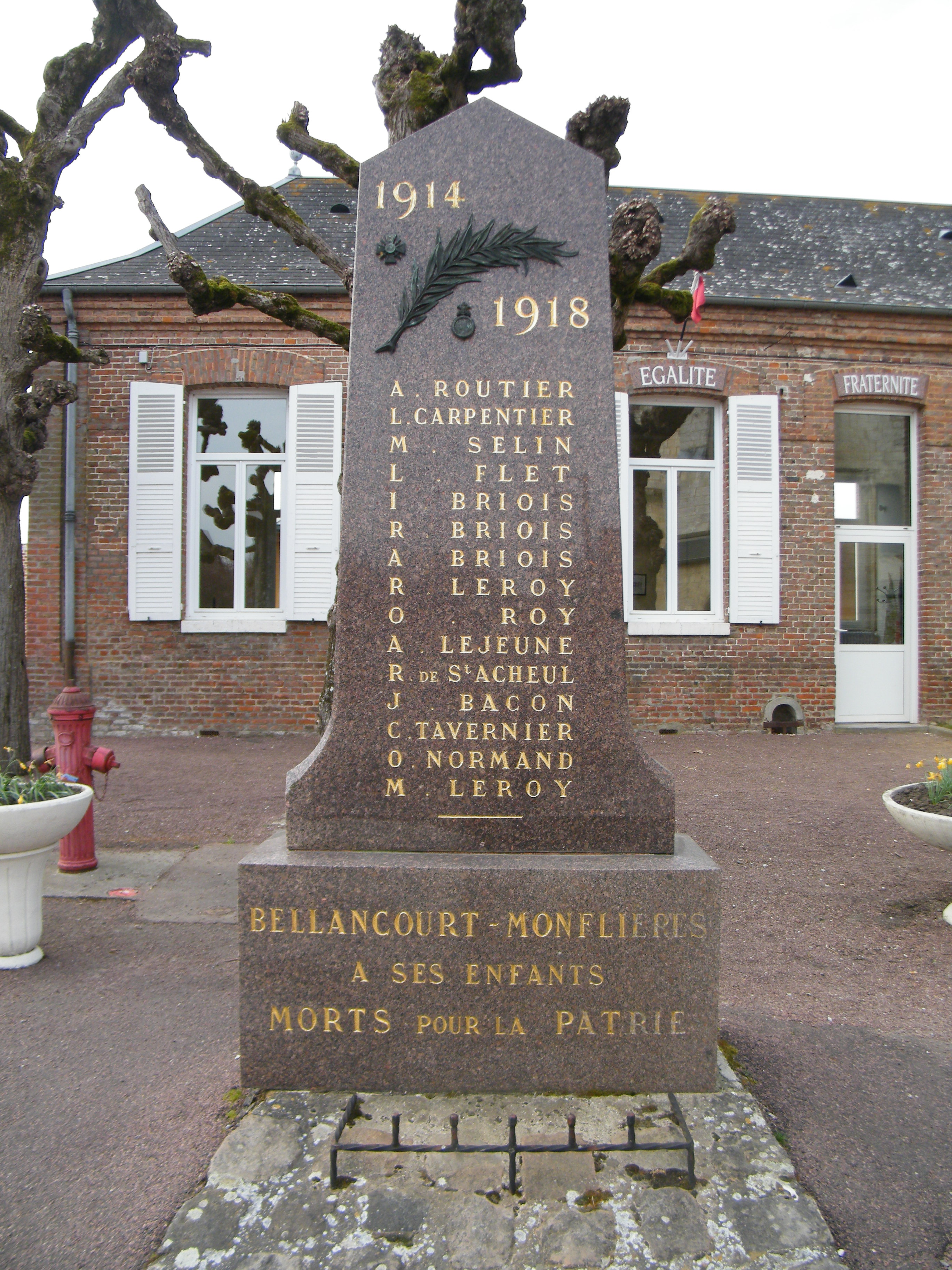
Kriegerdenkmal

- Kirche Saint-Martin
- Wallfahrtskirche in Monflières
- Kriegerdenkmal